# Distrito de Uchumarca

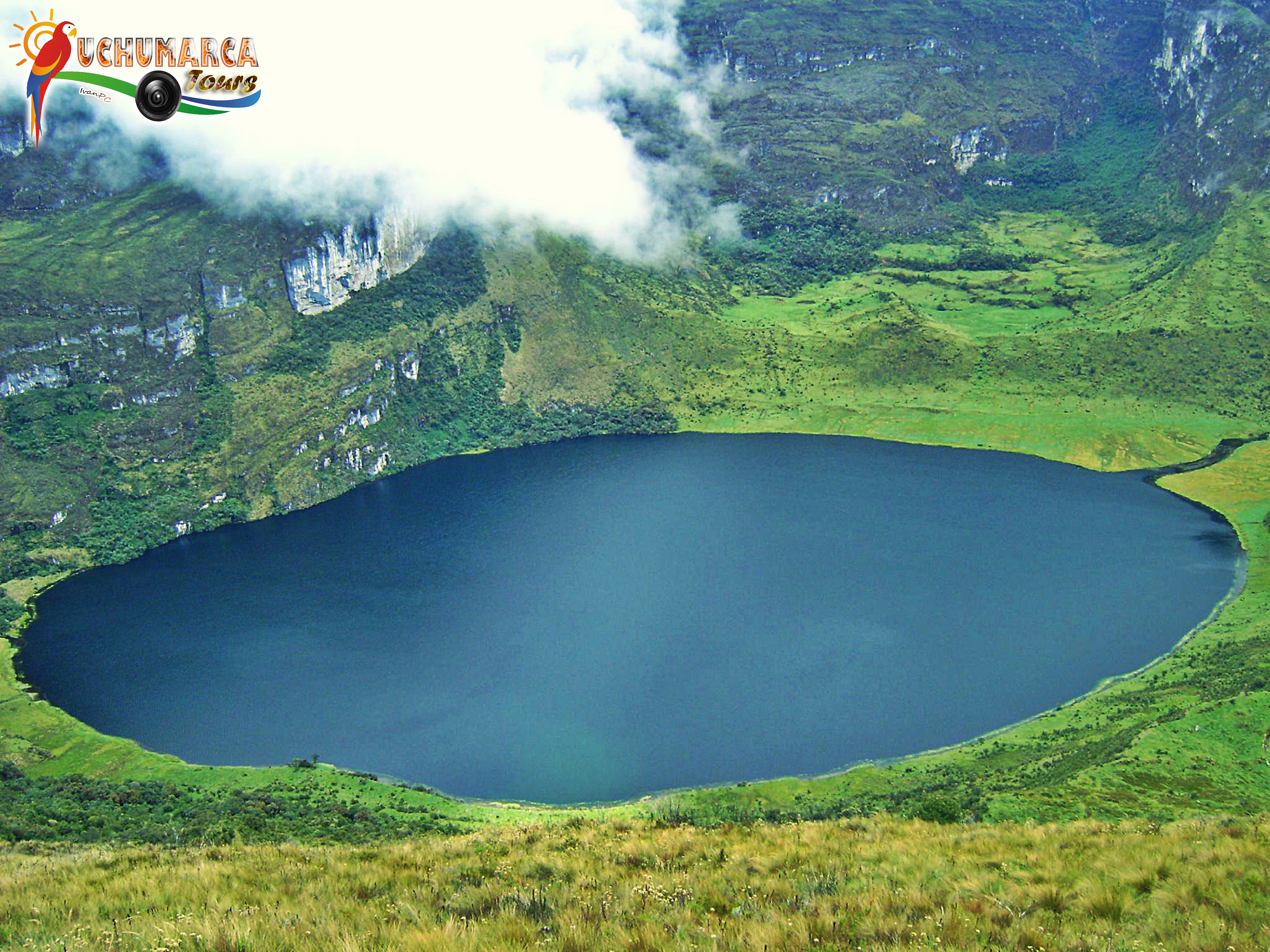
Laguna de Huayamba

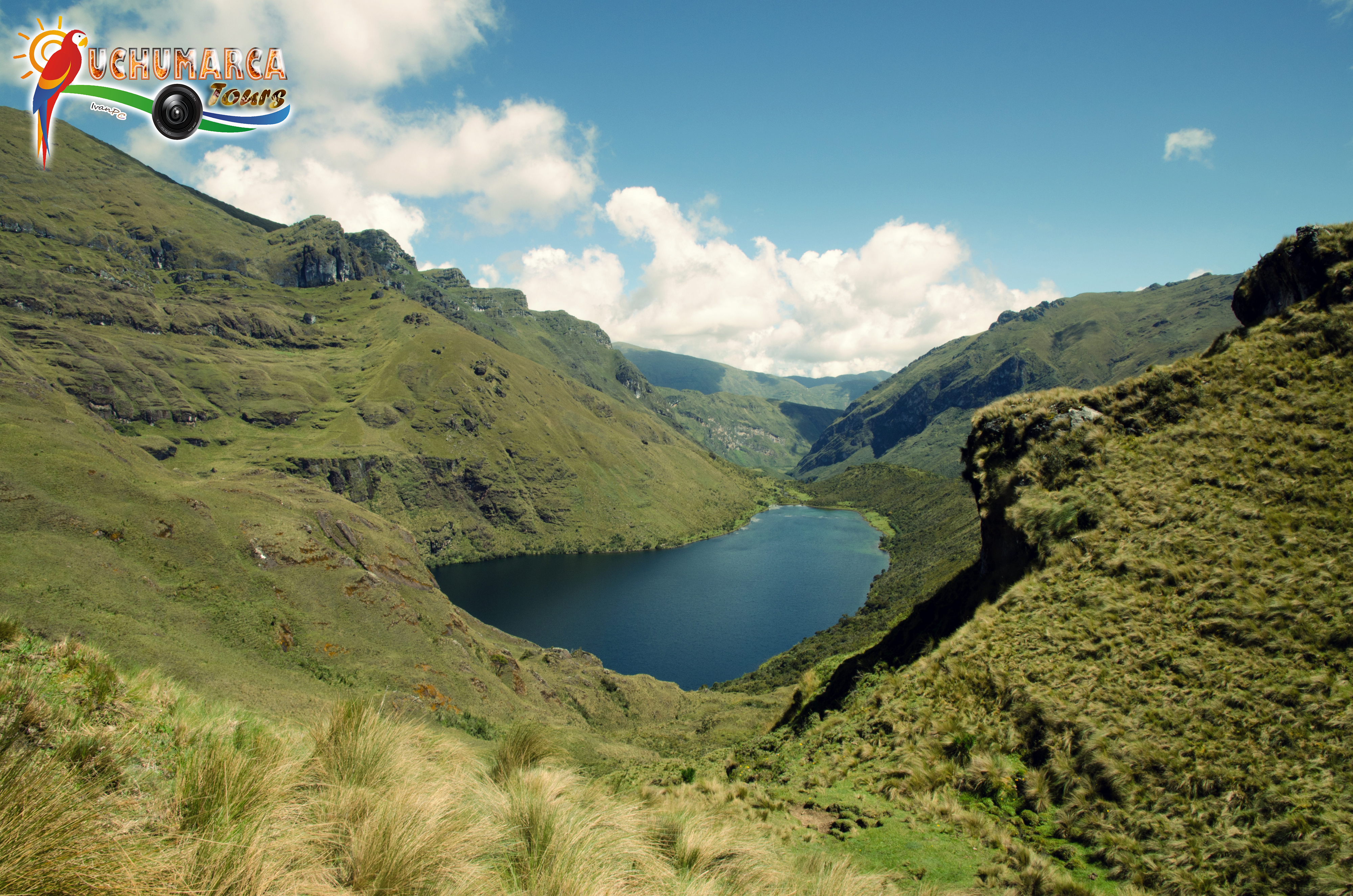
Gran Laguna - Las Quinuas

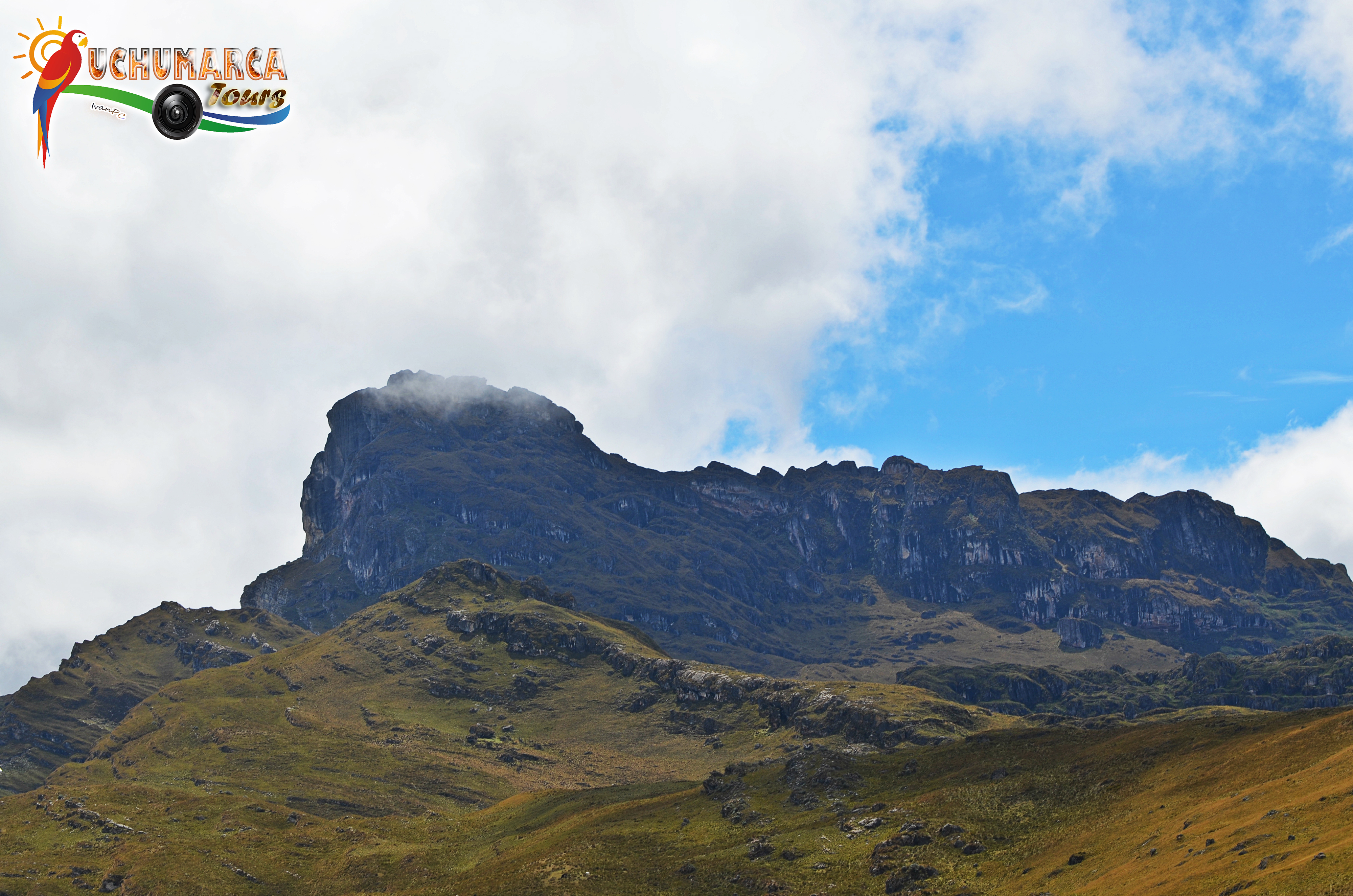
Uchumarca_La Libertad - Perú

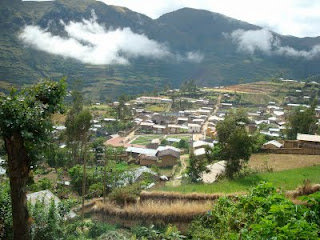
Uchumarca

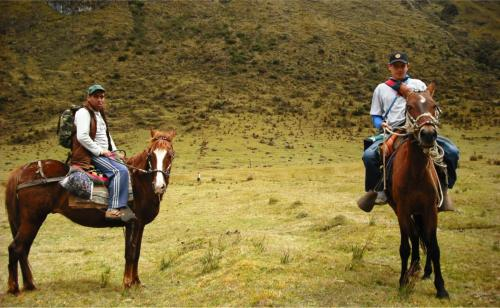
Ganaderías de Uchucmarca llamada la Jalca

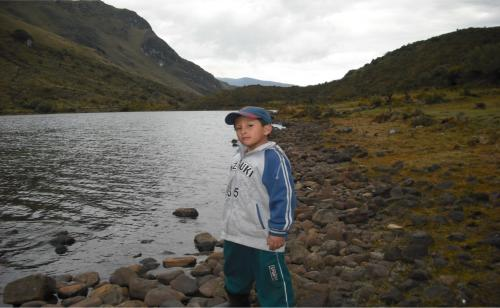
Mística laguna de las Quinuas

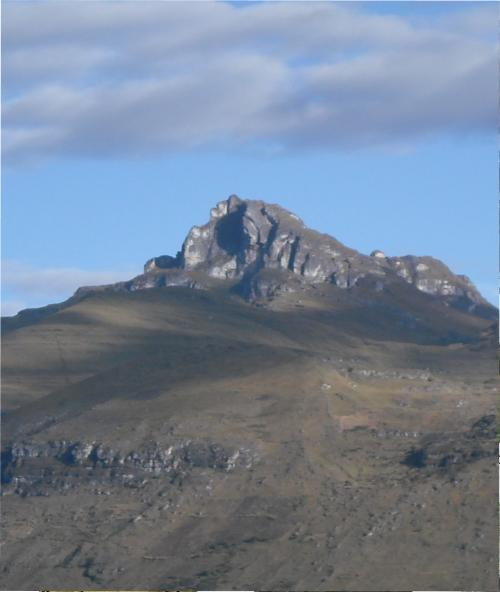
Cerro Encantado

El distrito de Uchumarca es el uno de los seis distritos de la provincia de Bolívar, ubicada en el departamento de La Libertad, bajo la administración del gobierno regional de La Libertad, al norte del Perú.  Limita por el noroeste con el distrito de Chuquibamba (provincia de Chachapoyas); por el noreste con el distrito de Saposoa (provincia del Huallaga); por el este con el distrito de Bolívar; por el sur con el distrito de Ucuncha; y, por el suroeste con el distrito de Longotea.
Desde el punto de vista jerárquico de la Iglesia católica forma parte de la prelatura de Huamachuco.

## Historia
El nombre del distrito es una combinación quechua Aimara. Proviene del Quechua Uchuc = Pequeño y Marca = Pueblo. Es decir pueblo pequeño o pueblo chico que es lo mismo.
El nombre de la comunidad y distrito de Uchucmarca data de la época colonial, cuando en 1572 fue fundado el actual pueblo como una reducción de indios.
Este nombre en sus inicios correspondió únicamente al pueblo, en clara alusión a su escasa o pequeña población de aquel entonces, luego se extendió a todo el territorio perteneciente a la reducción o pueblo.
Fue creado mediante la Ley del 2 de enero de 1857, en el gobierno del Presidente Ramón Castilla. Perteneció a la Provincia de Pataz hasta la creación de la Provincia de Caxamarquilla a la que se anexó por Ley n.º 2346 del 20 de noviembre de 1916.
La hacienda Uchumarca, de los Proano-Arias, la cual contaba con ganado vacuno y ovino y amplia agricultura,  fue tomada violentamente en 1961 por campesinos del área en lo que se conoce como la Reforma Agraria.  Desde ese entonces las tierras son poco productivas.

## Geografía
Abarca unas superficie de 190,53 km², lo cual lo sitúa en el cuarto lugar.  Se ubica en los Andes centrales del norte peruano. Tiene una altitud aproximada de 3 000 m. sobre el nivel del mar, con una temperatura de 18 °C. Se encuentra ubicado en la provincia de Bolívar, departamento de La Libertad.

## Capital
La capital de la comunidad y distrito de Uchucmarca es el pueblo de igual nombre, que se ubica a 3 035 metros sobre el nivel del mar. El nombre completo de nuestro pueblo capitalino es San Juan Bautista de Uchucmarca o simplemente San Juan de Uchucmarca, tal como consta en el documento de 1608.
Los españoles cuando fundaban pueblos acostumbraban bautizarlos dándole primeramente el nombre del santo patrón y luego el nombre de la comunidad, parcialidad o comarca. Por esta razón, el pueblo fue designado como San Juan Bautista de Uchucmarca. El Instituto Geográfico Nacional ha omitido el nombre de su Santo Patrón y solamente admite el del distrito y comunidad, al que pertenece Uchucmarca.
La capital distrital, ostenta la categoría de pueblo. La ley 12301, del 3 de mayo de 1955, durante el gobierno del general Manuel Odría, le asignó este reconocimiento legal.

## División administrativa
El distrito de Uchumarca cuenta con un pueblo, 13 caseríos, 19 anexos.

### Caseríos
- Andul
- Cascapuy
- Chibul
- Chilcahuayco
- Chivane
- Las Quinuas
- Llamactambo
- Miraflores
- Puembol
- Púsac
- Quinahuayco
- San Francisco
- Santa Luisa

Más lugurares en:  https://web.archive.org/web/20150613190119/http://www.mapanet.es/Postal_Codes/?page=1&c=PE&n=4&r0=00&r1=13&r2=1302&r3=1005&r4=00&o=&L=0&cho=L

## Autoridades
Alcalde 2019 - 2022
-RENAN SALAZAR MESTANZA

### Policiales
- Comisario:

### Religiosas
- Prelatura de Huamachuco[2]
  - Obispo prelado de Huamachuco: Sebastián Ramis Torres, TOR.[3]
- Parroquia
  - Párroco: Pbro.